# 정종영
정종영(鄭宗榮, 1513 ∼ 1589년)은 조선의 문신이다. 본관은 초계(草溪)이고 자는 仁吉(인길), 호는 恒齋(항재)이다. 첨지중추부사 鄭溫(정온)의 증손이며 조부는 정국공신 鄭允謙(정윤겸)이다. 아버지는 현감을 지낸 鄭淑(정숙)이며 어머니는 忠義衛(충의위) 金季勳(김계훈)의 딸이다.
金安國(김안국)의 문인으로 淸白吏에 녹선되고 4도의 관찰사와 6조의 판서를 모두 지냈고 우찬성을 거쳐 판중추부사로 致仕하였다.

## 생애
조선 중종조 司馬試(사마시)에 합격하고 중종 38년(1543년) 문과에 급제하여 호조좌랑, 헌납, 부수찬, 지평, 교리를 역임하고 명종 7년(1552년) 淸白吏에 녹선되었고 공조참판을 거쳐 강원.경상.전라도관찰사를 지내고 팔계군에 봉군되었다. 명종 18년(1563년) 평안도관찰사로 가서 평양에 서원을 세워 학문의 진흥발전에 힘쓴 결과 서북인의 유학진흥과 문화발전에 큰 공적을 세웠다. 한성판윤을 지내고 명종 22년(1567년)에는 진향사로 명나라에 다녀왔으며 6조의 판서 등 공조, 형조, 병조, 예조, 호조, 이조의 판서를 1회이상 모두 거치고 우찬성을 지낸 뒤 耆老所(기로소)에 들고 판중추부사로 치사하였다. 선조 22년(1589년) 乞退(걸퇴)하니 임금은 중사를 보내 환송하게 하였으며 모든 문무백관이 환송연에 참여하여 전송하는 車馬(거마)가 한강을 메웠다고 한다. 이전에 판서로 재직했던 6조 각부에서는 각각 전별연을 준비하여 별도의 환송연을 치루니 모든 사람들이 恩禮(은례)로서 치사하는 鄭宗榮을 크게 사모하였다. 원주 향리로 내려와 자질들과 후진들을 교도하다가 그해 7월에 졸하니 향년 77세였다. 부음이 전하니 선조는 輟朝(철조) 2일하고 관비로 예장하였으며 숙종때 靖憲(정헌)이라는 시호를 내렸다. 
| “ | 선조수정실록 선조 22년(1589년) 2월 1일 "八溪君 鄭宗榮이 致仕하고 고향으로 돌아가다" 八溪君 鄭宗榮이 致仕하고 고향을 돌아갔다. 종영은 風疾(풍질)이 있어 관직을 모두 사퇴하고 勳封(훈봉)으로 집에 돌아갔다. 임오년(1582년) 이후부터 여러차례 치사를 청하였는데 이때 집안사람에게 月俸(월봉)을 받지 말도록 하고 간절히 사퇴하여 윤허를 받아 횡성의 향리로 돌아갔다. 상이 驛馬(역마)를 주어 호송하도록 명하고 引見(인견)하고자 하였으나 걸음걸이가 불편하다고 하여 사양하였다. 中使(중사)를 시켜 한강가에서 전송하게 하였는데 백관 이하가 도성을 비우고 나와서 전송하니 구경하는 사람들이 길을 메웠다. 종영은 이때 나이 77세였는데 出身(출신)한지 47년이었다. 본조의 사대부로서 공로가 높고 명망이 중한 사람은 대부분 禍敗(화패)로 일생을 마쳤고 벼슬이 높고 나이 늙은 사람은 시골에 사는 것을 좋아하지 않았다. 그러나 宗榮은 홀로 恩禮(은례)로 치사하여 고향으로 돌아가게 되었는데 이는 조야가 처음 보는 일이어서 칭찬하고 사모하여 세상에 드문 성대한 일이라고 하였다. | ” |

| “ | 선조 22년(1589, 만력 17,수정실록) 8월 1일(병자) "판중추부사로 치사한 정종영의 졸기" 판중추부사(判中樞府事)로 치사(致仕)한 정종영(鄭宗榮)이 졸하였다. 종영의 자는 인길(仁吉)이다. 도량이 넓고 굳세었으며 삼가고 부지런한 자세로 공사(公事)에 힘을 다하여 세 조정에 두루 벼슬하였다. 명종 초기에 윤원형(尹元衡)의 첩 정난정(鄭蘭貞)은 바로 종영의 서고모(庶姑母)였다. 원형이 상변(上變)하여 옥사를 일으킬 적에 논의에 참여하도록 넌지시 일깨워주었으나 종영은 거짓 모르는 체하고 응하지 않았다. 난정이 참람하게 정실(正室)이 되어 부인(夫人)에 봉해져서 외명부(外命婦)의 우두머리에 있게 되자 사람들이 감히 항변하지 못하였으나 종영은 오히려 얼척(孼戚)으로 대우하였다. 이 때문에 원형이 크게 유감을 품어 매양 죄를 얽어 해치려 하였다. 난정의 어머니가 난정을 경계하기를 "너는 종손을 해치지 말라. 내가 맹세코 죽음으로써 당하겠다”하였으므로 화를 면하게 되고 예전처럼 현달(顯達)한 자리에 오르게 되었다. 당저(當宁)때에 벼슬하게 되어서도 청망(淸望)이 쇠하지 아니하였다. 그러나 오직 도학을 좋아하지 아니하고 후진을 소외하였으며 또 이발 등에게 미움을 받아 탄핵을 거듭 입었다. 상이 그를 정직하게 여겨 정승으로 삼으려 하였으나 마침내 나이가 퇴휴(退休)할 시기에 이르렀으므로 명절(名節)을 잃지 않게 되었다. 자손이 많은데 아들 정혹(鄭㷤)은 명관이 되었다. | ” |

## 국역 국조인물고
(지은이-민점(閔點) : 조선 후기의 광해군부터 숙종조때의 문신으로 형조판서, 홍문관제학, 이조판서를 거쳐 좌찬성을 지냈다)
공(公)의 휘(諱)는 종영(宗榮)이요 자(字)는 인길(仁吉)이고 호(號)는 항재(恒齋)이다. 그 선계(先系)는 초계군(草溪郡) 사람으로, 고려 때 시중(侍中)을 지낸 광유후(光儒侯) 홍문공(弘文公) 정배걸(鄭倍傑)의 후손이다. 홍문공의 아들은 정간공(貞簡公)으로 정문(鄭文)인데, 유명한 선비로서 누차 공거(貢擧, 과거의 시험관을 말함)를 맡았다. 그 후손 중에 정윤기(鄭允耆)와 정선(鄭僐)도 또한 대대로 그 가업을 이어 모두 진현관 대제학(進賢館大提學)이 되었다. 공의 증조(曾祖)인 정온(鄭溫)에 이르러 무과(武科)에 급제하여 벼슬이 통정 대부(通政大夫)에 이르고, 순충 보조 공신(純忠補祚功臣) 가선 대부(嘉善大夫) 공조 참판(工曹參判) 초계군(草溪君)에 추증되었는데, 성묘조(成廟朝) 때 관직을 사퇴하고 일찍 물러나 선(善)과 덕(德)을 쌓음으로써 그 후손에게 복경(福慶)의 기반(基盤)을 닦아주었다. 할아버지인 정윤겸(鄭允謙)도 무과에 급제하여 정국 공신(靖國功臣)에 참여하여 벼슬이 가의 대부(嘉義大夫) 동지중추부사(同知中樞府事) 청계군(淸溪君)에 이르고, 자헌 대부(資憲大夫) 병조 판서(兵曹判書)에 추증되었으며, 시호(諡號)는 장양(莊襄)이다. 장양공은 경서와 사서(史書)를 섭렵하였고 관직에 재임할 때에는 청렴하고 근신하였으며, 변방의 장수를 맡은 기간이 거의 30년이나 되었으므로 당시 사람들이 양장(良將)의 풍도(風度)가 있다고 칭찬하였다. 선고(先考)는 정숙(鄭淑)인데 음공(蔭功)으로 출사(出仕)하여 벼슬이 현감(縣監)에 이르고, 숭정 대부(崇政大夫) 의정부 좌찬성(議政府左贊成) 겸 판의금부사(判義禁府事) 초계군(草溪君)에 추증되었는데, 이는 공의 신분이 귀해져서 추은(推恩)된 것이다. 선비(先妣)인 정경 부인(貞敬夫人) 김씨(金氏)는 경주(慶州)의 유명한 집안으로, 충의위(忠義衛) 선략 장군(宣略將軍) 김계훈(金季勳)의 딸이자, 개국 공신(開國功臣) 계림군(鷄林君) 김균(金稛)의 후예인데, 정덕(正德) 계유년(癸酉年, 1513년 중종 8년)에 공을 낳았다.
공은 조금 자란 뒤에 또래들과 놀이를 할 때에도 보통 아이들과는 달랐으므로 장양공이 항상 그 등을 쓰다듬으며 말하기를, “우리 집안을 일으킬 사람은 틀림없이 이 아이일 것이다.”고 하였다. 8세 때에 모친을 여의고서 마치 어른처럼 가슴을 치며 통곡하니, 그 모습을 보는 자들이 슬퍼하였다. 공은 어려서부터 병을 잘 앓았는데도 오히려 독서하는 공부를 중지하지 않았으며, 일찍이 누차 장양공의 임소(任所)에 따라가서 지냈는데, 한번 관아(官衙) 안에 들어가면 출입하는 것이 매우 드물었으므로 비록 관아에 있는 사람일지라도 그 얼굴을 보게 되는 경우가 적었다.
나이가 지학(志學, 15세를 말함)에 이르자 모재(慕齋) 김 선생(金先生, 김안국(金安國)을 말함)에게 수업(受業)하였다. 그 당시 기묘년(己卯年, 1519년 중종 14년)의 참혹한 참벌(斬伐, 기묘사화를 말함)를 막 겪고 난 뒤여서 성리(性理)의 학문이 세상 사람들에게 기피(忌避)하는 바가 되었는데, 공은 오히려 게으름을 피우지 않고 열심히 공부하였으므로 모재 선생이 매우 칭찬을 해주었다.
가정(嘉靖) 경자년(庚子年, 1540년 중종 35년)에 사마(司馬)의 양시(兩試, 생원시와 진사시를 말함)에 합격하였고, 계묘년(癸卯年, 1543년 중종 38년) 가을에 문과(文科)에 뽑히어 처음에 승문원 권지(承文院權知)에 보임되었다가 이듬해 가을에 예문관 검열(藝文館檢閱)에 선발되었다. 을사년(乙巳年, 1545년 인종 원년)에 차례에 따라 봉교(奉敎)로 승진하였고, 병오년(丙午年, 1546년 명종 원년) 봄에 성균관 전적(成均館典籍)으로 승진하여 사헌부 감찰(司憲府監察)에 임명되었으며 이어 호조 좌랑(戶曹佐郞)으로 옮기었다. 겨울에 외직으로 나가 평안도 평사(平安道評事)가 되었다. 공은 상신(相臣) 유관(柳灌)에게 인아(姻婭)의 친분이 있어서 평소에 스스럼없이 왕래하였는데, 이때에 이르러 앙화(殃禍)가 일어나자 족당(族黨)들이 대부분 화망(禍網)에 걸려들었으나 공만은 유독 외직에 보임되는 정도로 그쳤으므로, 이야기하는 자들이 모두 공이 평소에 공손하고 점잖게 처신하여 그렇게 된 것이라고 말하였다.
정미년(丁未年, 1547년 명종 2년) 겨울에 호조 정랑(戶曹正郞)에 임명되었는데, 이때 병사(兵使)가 장차 강변(江邊)을 순시(巡視)하려고 하다가 저보(邸報)를 보고서는 곧 말하기를, “그대는 이미 체임되었으므로 필시 속히 돌아가고 싶을 것이니, 전별하는 술자리를 마련해야겠소.”라고 하자, 공이 사양하여 말하기를, “집에 노친(老親)이 계시니 서둘러 귀성(歸省)하고 싶은 것은 사정(私情)이고, 교대(交代)할 후임자가 아직 오직 않았으니 지레 돌아가면 안 되는 것은 나라의 법이오. 어찌 사정 때문에 나라의 법을 폐지할 수 있겠소.”라고 하고서, 마침내 병사를 따라 변읍(邊邑)을 모조리 순행하고서 돌아오니, 병사가 탄식해마지 않았다.
얼마 안 되어 헌납(獻納)에 징소(徵召)되었다가 갈리어 예조 정랑 겸 춘추관 기주관(禮曹正郞兼春秋館記注官)에 제수되었고, 또 선전관(宣傳官)을 겸임하였다. 기유년(己酉年, 1549년 명종 4년) 봄에 다시 헌납에 제수되었다가 얼마 뒤에 옥당(玉堂)에 뽑혀 들어가서 부수찬(副修撰)이 되었으며, 가을에 지평(持平)에 제수되었는데 곧 이어 사퇴하자 체직되어 예조 정랑에 임명되었다. 이 뒤의 이력(履歷)을 말하자면, 옥당에서는 부교리(副校理)ㆍ교리(校理)ㆍ부응교(副應敎)ㆍ응교(應敎)ㆍ전한(典翰)ㆍ직제학(直提學)을 역임하였고, 사헌부에서는 지평(持平)ㆍ장령(掌令)ㆍ집의(執義)를 역임하였고, 의정부에서는 검상(檢詳)ㆍ사인(舍人)을 역임하였으며, 그 나머지 중요하지 않은 관직들은 이루 다 기록할 수 없을 정도이다.
임자년(壬子年, 1552년 명종 7년) 봄에 명묘(明廟, 명종)께서 사치를 숭상하는 풍속을 바로잡아 폐단을 없애려고 생각하시어, 곧 의정부와 정조(政曹, 이조와 병조)에 명하여 조정 신하들 중에서 청렴하고 근신(謹愼)한 사람을 가려 선발하도록 하였는데, 공이 그 선발에 뽑히어 임금이 대궐의 뜰에서 연회(宴會)를 열어주고 음악(音樂)과 촛불을 하사하시어 잔치를 서둘러 그만두지 못하게 하였으므로 당시 사람들이 영예롭게 여기었다.
계축년(癸丑年, 1553년 명종 8년) 봄에 찬성공(贊成公, 아버지 정숙을 말함)이 당진(唐津)의 임소(任所)에서 병에 걸리어 누워 지내자 공이 그곳에 가서 살피었는데 임금께서 특별히 약물(藥物)을 하사하였으며, 이윽고 상을 당하게 되자 또 제상(祭床)을 하사하시고 아울러 쌀과 콩도 내려주셨다. 공은 여막(廬幕)에서 거상(居喪)하면서 자식으로서의 정을 극진하게 다하다가 복기(服朞)를 마치고서야 돌아오니, 명위(名位)가 더욱 빛나고 드러났다.
일찍이 사헌부에 재직할 때 충주(忠州) 사람 최하손(崔賀孫)이 남몰래 권세 있는 간신(奸臣)과 결탁하여 아무 죄도 없는 사람을 지목하여 유신(維新)의 여당1)(餘黨)이라고 하였다. 진복창(陳復昌)이 그 당시에 대사헌(大司憲)으로 있다가 그 고발장을 두둔하려고 하자, 공이 말하기를, “이 일은 사헌부가 알 바가 아니오.”라고 하니, 장령(掌令) 조광옥(趙光玉)도 공의 의논에 동조하였다. 그리하여 사화(士禍)가 일어나지 않았으니, 이 일에는 공의 공로가 많았다. 진복창은 이로 인하여 공에게 앙심을 품고서 누차 공을 중상(中傷)하려고 하였으나 끝내 그렇게 하지 못하였다.
정사년(丁巳年, 1557년 명종 12년) 여름에 특별히 형조 참의(刑曹參議)에 임명되었고 동부승지(同副承旨)로 전임되었다가 차례에 따라 승진하여 좌승지(左承旨)에 이르렀고 겨울에 도승지(都承旨)로 승진하였다. 얼마 안 되어 사직하여 갈리었다가 호조 참의(戶曹參議)에 임명되었고 겨울에 다시 도승지가 되었으며, 이듬해 봄에 특별히 공조 참판(工曹參判)에 임명되었다가 조금 뒤에 강원도 관찰사(江原道觀察使)에 제수되었다. 임기가 차자 체직되어 돌아와 승습(承襲)하여 팔계군(八溪君)에 봉해졌고 겨울에 좌윤(左尹)에 임명되었다.
임술년(壬戌年, 1562년 명종 17년) 봄에 또 경상도 관찰사(慶尙道觀察使)에 제수되었다. 그 당시 윤원형(尹元衡)의 가까운 친속(親屬)과 문객(門客)으로서 도내(道內)에 수령(守令)으로 있는 자가 있었는데, 그 기염(氣焰)을 떨치면서 멋대로 탐욕스러운 짓을 저지르고 있었다. 공이 그곳에 부임하여 그들의 고과(考課)를 모두 하고(下考, 가장 낮은 점수)에 두었고, 또 어떤 요망한 중이 내지(內旨)를 칭탁(稱託)하여 인묘(仁廟)의 태봉(胎峯)에 있는 나무들을 거의 모조리 베어냈는 바, 공이 그 일을 엄하게 치죄(治罪)하여 마침내 그 중이 죽게 되었으므로 내전(內殿)이 진노(震怒)하고 권간(權奸)이 앙심을 품고서 즉시 공의 직임을 체직시키라고 명하였으나, 삼사(三司)에서 번갈아 글을 올려 공의 행위가 옳다고 하였고 태학(太學)의 유생(儒生)들이 소(疏)를 올리어 공을 변호하였기 때문에 체직되지 않을 수 있었다.
계해년(癸亥年, 1563년 명종 18년) 봄에 임기가 차서 돌아왔고 경조(京兆, 한성부의 별칭)로부터 수부(水部, 공조(工曹)) 겸 동지의금부사(兼同知義禁府事)로 옮기었으며, 겨울에 관서(關西)의 방백(方伯)에 제수되었다. 관서에 부임하여 백성들을 매우 극진하게 보살피자 백성들이 모두 공의 은혜를 고마워하였다. 관서 지역의 풍습이 무예(武藝)를 좋아하고 문사(文事)를 싫어하였으므로 사람들이 대부분 무식하였는 바, 공이 서적(書籍)을 널리 간행(刊行)하고 또 평양(平壤)에 서원(書院)을 건립하자 글을 배우려는 선비들이 서로 앞다투어 학문의 길로 나아갔으며, 수년 뒤에는 사마시(司馬試)에 합격한 자들이 많았고 문과(文科)에 급제한 자도 간간이 있었다.
공의 임기가 차자 대사간(大司諫)으로 조정에 소환(召還)되었는데 미처 이르기도 전에 이조 참판(吏曹參判)에 이배(移拜)되었으니, 이는 윤원형이 이미 실각(失脚)하였기 때문이었다. 처음 을사년(乙巳年, 1545년 명종 즉위년)의 사화(士禍)가 일어난 때를 당하여 윤원형이 공에게 인척(姻戚)되는 친분이 있는 것을 믿고서 공을 불러 함께 이야기를 하다가 공을 위사 공신(衛社功臣)에 참여하도록 하려고 하자, 공은 거짓으로 짐짓 무슨 말인지 이해하지 못하는 것처럼 행동하였는데, 이에 윤원형이 말하기를, “이 사람과는 큰일을 함께 상의할 수 없다.”고 하고서, 마침내 공을 따돌렸고 자기에게 붙지 않음을 노여워하여 매번 일로 인하여 공을 해치려고 하였는데, 공이 끝까지 화망(禍網)에 걸려들지 않은 것은 하늘이 도와준 것이었다.
병인년(丙寅年, 1566년 명종 21년) 봄에 판윤 겸 도총관(判尹兼都摠管)에 승진하였고, 이듬해에 진향사(進香使)로서 중국에 사행(使行)하였다가 돌아오니, 명묘(明廟)께서 빈천(賓天, 임금의 승하를 말함)하시고 선조(宣祖)가 즉위하였다. 이에 공이 아뢰기를, “신(臣)이 북경(北京)에 도착하여 황제(皇帝)가 금원(禁苑)에서 말타고 달리기를 좋아한다고 들었고 또 화죽(花竹)에 탐닉하며 완상하여 처음 즉위하고서 청명(淸明)하게 다스리는 방도가 매우 아닙니다.”고 하였고, 또 아뢰기를, “황제의 산릉(山陵)이 모두 동일한 산의 기슭에 있는데, 이것은 황조(皇朝)가 앞날을 길게 내다보고 깊이 생각하여 그렇게 한 것입니다. 번국(藩國)은 마땅히 이것을 본받아야 합니다.”고 하였다. 조정에서 비록 공의 이 건의를 채용하지는 않았으나 그 말을 들은 자들이 옳은 생각이라고 여기었다.
겨울에 형조 판서(刑曹判書)에 임명되었고 원접사(遠接使)로 의주(義州)에 가서 조사(詔使, 중국의 사신)를 영접하였는데, 중도에 병이 나서 체직되었고 이어 전위사(餞慰使)에 차임(差任)되어 관서(關西)에 머무르다가 그 이듬해 봄에야 비로소 돌아왔다. 또 1년이 지나자 형조를 사직하여 체직되었고 팔계군(八溪君)으로서 지춘추관사(知春秋館事)를 겸임하였는데, 그 당시 조정에 남쪽 변경을 돌아보는 염려가 있게 되어 공을 호남 관찰사(湖南觀察使)로 택차하였다. 공은 임지에 부임한 지 얼마 안 되어 병비(兵備, 무비(武備)을 말함)를 일신(一新)하였다.
경오년(庚午年, 1570년 선조 3년)에 임기가 차자 다시 형조에 임명되었는데, 법의 집행을 엄정하게 해오다가 권세 있는 자에게 밉보여 끝내 파면을 당하였다. 가을에 다시 형조 판서 겸 지경연사(刑曹判書兼知經筵事)에 제수되었으나 얼마 안 되어 병이 나서 체직되었다. 임신년(壬申年, 1572년 선조 5년)에는 예조 판서(禮曹判書)에 임명되었다가 가을에 예조에서 호조로 체직되어 비국(備局)을 겸대(兼帶)하였다.
만력(萬曆) 갑술년(甲戌年, 1574년 선조 7년)에 병조(兵曹)에 임명되었고, 을해년(乙亥年, 1575년 선조 8년)에는 이조(吏曹)에 이배(移拜)되었는데, 공을 좋아하지 않는 자의 기탄하는 바가 되자 공이 마침내 사직하여 체직되었다. 병자년(丙子年, 1576년 선조 9년) 가을에 다시 이조에 임명되었고, 정축년(丁丑年, 1577년 선조 10년) 여름에 체직되어 예조에 임명되었다. 그해 가을에 인성 왕후(仁聖王后)가 건강이 좋지 않았는데 공이 내의원 제조(內醫院提調)로서 오랫동안 시약청(侍藥廳)에 있었으며, 옥후(玉候)가 평상을 회복하게 되자 정헌 대부(正憲大夫)에 상가(賞加)되었다. 8월에 체직되어 지중추부사(知中樞府事)에 제수되었다가 공조에 이배(移拜)되었고, 무인년(戊寅年, 1578년 선조 11년)에는 우참찬(右參贊)에 이배(移拜)되었으며, 여름에는 또 예조 판서를 지냈다. 기묘년(己卯年, 1579년 선조 12년)에 병조 판서를 지냈다. 양전(兩銓, 이조와 병조)을 번갈아 관장하면서 집안에 뇌물이나 청탁이 들어오지 않았다.
이듬해에 체직되어 지돈녕부사(知敦寧府事)에 제수되었고 얼마 후에 우참찬으로 옮겼다가 우찬성(右贊成)에 발탁 제수되었다. 그 당시 삼공(三公)이 제 인원을 갖추지 못하였는데, 어느 지론자(持論者)가 대신(大臣)에게 묻기를, “앞날의 복상(卜相)을 과연 누구로 할 것이오?” 하였다. 이에 대신이 말하기를, “그 차례가 정해져 있소.”라고 하자, 그 사람이 잠자코 있다가 자리를 떠나서는 연이어 비어(飛語, 근거 없는 말)를 날조하여 벼슬아치 사이에 소문을 퍼뜨렸고 마침내 양사(兩司)가 함께 발론(發論)하여 여러 날을 논집(論執)하였는데, 임금께서 끝까지 윤허하지 않고서 말하기를, “새 찬성(贊成, 정종영을 말함)은 국가의 오래된 재신(宰臣)이고 대신(大臣)이 천거한 사람이다. 일찍이 선조(先朝)에서도 권력자에게 아첨하지 않았고 과인(寡人)에게 이르러서도 거들고 도와준 바가 크고 많다. 그 재능과 그 기량이 진실로 적합하지 않은 것은 아니고, 다만 지금 사람들처럼 가식적이고 과격하지 않을 따름이다. 지금 감히 근거도 없는 유언비어로 경솔하게 수십 일을 논집하고 있는데, 나는 실로 그 의도를 알지 못하겠으니, 결코 따를 수 없다.”고 하였다. 이에 양사가 모두 함께 정계(停啓)하였고 공은 마침내 사양하여 체직되었다. 그 뒤에 재차 판중추부사(判中樞府事)를 지냈고 또 형조 판서와 판의금부사(判義禁府事)에 임명되었으나 연이어 병 때문에 사직하였고 관차(官次)에 오래 있지 않았다.
공은 오래전부터 나랏일을 영영 그만둘 생각이 있었으므로, 임오년(壬午年, 1582년 선조 15년)에 이르러 치사(致仕)하고서 시골에 돌아가게 해달라고 청하였는데, 소(疏)를 재차 올렸으나 임금께서 우대하는 뜻으로 비답을 내리고 허락하지 않았다. 이로부터 오직 훈직(勳職)으로써 집에서 지낼 따름이었다. 일찍이 시를 지어 이르기를, “육부를 두루 떠돌다가 이제 늙은이가 되었으니, 진정 시골로 물러나서 허물이나 반성해야 제격일세.[周流六部今成老, 端合田園退省愆]”라고 하였으니, 대체로 이는 실적(實蹟)이다.
기축년(己丑年, 1589년 선조 22년) 여름에 장차 원주(原州)에 있는 농장(農庄)에 돌아가려고 하였는데, 그때가 마침 반록(頒祿)하는 때였다. 이에 집안사람들에게 녹을 받지 말라고 하며 말하기를, “나라로부터 받은 은혜는 깊은데 내가 보답한 것은 없어서 매번 부끄럽게 여겨왔다. 물러날 때에 임하여 국록을 받는 것은 내 마음에 편안하지 못하다.”고 하였으며, 마침내 차자(箚子)를 올려 귀향(歸鄕)하기를 간청하니, 임금께서 전교(傳敎)하기를, “조종조(祖宗朝) 때 옛 재신(宰臣)이 나이가 많아 물러나면 특별한 은전을 내려준 듯하니, 승정원에서 상고하여 아뢰어라.”고 하였다. 이에 승정원에서 예조와 함께 옛일을 널리 참고하였으나 찾아내지 못하여 마침내 퇴계(退溪) 이황(李滉)이 사직하고 고향에 돌아갈 때의 전례로써 아뢰자, 특별히 급마(給馬)하도록 명하였고 또 본도(本道, 강원도를 말함)에 유시하여 먹을 것을 내려주게 하였다. 임금께 절하고 하직하는 날에 또 차자를 올려 사은(謝恩)하니, 임금께서 하교하기를, “공의 차자를 보고서 몹시 인견(引見)하고 싶었으나 경(卿)이 걷기가 어렵다는 말을 들었기 때문에 그렇게 하지 못하였다.”고 하시고, 이어 털요[毛褥] 1부(部)와 후추(胡椒) 1두(斗)를 하사하였고 또 중사(中使)로 하여금 한강(漢江)의 누대(樓臺)에서 선온(宣醞)하게 하였으며, 길을 함께 떠나는 자제(子弟)와 족친(族親) 및 전송(餞送)하는 사람들에게 명해 모두 잔치에 입참(入參)하도록 허락하여 그 성명(姓名)을 써서 아뢰게 하였다. 그리하여 대궐 아래에서부터 한강에 이르기까지 길에서 사람들이 늘어서서 구경하였고 고리(故吏)들은 탄식하며 눈물을 흘리는 자들이 많았다. 심지어 육조(六曹)에서 각기 도성 문밖에다가 전별연을 베풀었으니 송별하는 잔치의 성대한 규모가 근고(近古)에 없던 바였다.
원주에 돌아온 뒤에는 날마다 향당(鄕黨)의 친척들과 더불어 경치 좋은 곳을 골라 다니며 즐겁게 놀았다. 가을 7월에 병이 들어 눕더니 8월 11일에 정침(正寢)에서 세상을 떠났는데, 향년은 77세였다. 부음(訃音)이 알려지자 임금께서 몹시 애도하여 이틀간 조회를 중지하였고 별도로 부의(賻儀)를 보내주었고 관원을 파견하여 조문하고 치제(致祭)하였으며 본도(本道)의 관청으로 하여금 장사(葬事)를 거들어 돕도록 해주었다. 그해 10월 23일에 횡성현(橫城縣) 북면(北面) 공근리(公根里) 자좌 오향(子坐午向)의 언덕에 예장(禮葬)하였다.
공은 타고난 성품이 차분하고 욕심이 없었으며 국량(局量)이 크고 꿋꿋하였다. 평소에 아침 일찍 일어나서 종일토록 글을 읽었으며, 나이가 일흔이 넘은 뒤에도 제사를 반드시 몸소 지냈고 초하루와 보름에 사당에 참배하는 일을 한번도 빠뜨리지 않았다. 형제들과 재산을 나눌 때에는 자기가 늙고 허약한 노비들을 데려갔고, 종족(宗族)들을 보살펴주고 친애하면서 친소(親疎)에 차이를 두지 않았다. 자제(子弟)를 가르치는 일에는 엄하면서도 예법이 있어서 강학(講學)하는 경우가 아니면 자제들이 감히 사적(私的)인 말로 아뢰지 못하였다. 젊어서는 모재 선생(慕齋先生, 김안국을 말함)을 스승으로 섬기었고 그가 세상을 떠나자 그 고아와 홀어미를 친애하고 공경하여 처음부터 끝까지 변함없이 보살펴주었으며, 선생의 기일(忌日) 때마다 반드시 제수(祭需)를 보내주고 소찬(素饌)으로 제삿날을 보냈다. 공은 겉으로는 온화하면서도 내면은 엄격하였는데 또한 위태로운 말이나 과격한 논의를 하지 않았다. 그러므로 정승 유관(柳灌)과 가장 사이가 친하고 두터웠으나 어육(魚肉)의 참화(慘禍)를 면할 수가 있었다. 윤원형(尹元衡)과 오랫동안 시기와 혐의가 쌓였는데도 끝까지 못된 자들의 악독한 모함을 면하였으므로 사람들이 말하기를, “공이 권세 있는 간신에게 아부하지 않은 것은 남들도 그렇게 할 수 있는 일이었지만, 권세 있는 간신에게 공처럼 해를 당하지 않은 것은 아무나 해낼 수 있는 바가 아니다.”고 하였다.
공은 네 도(道)의 관찰사를 지내면서 학문을 흥기시키고 농사에 힘쓰게 하는 것을 선무(先務)로 여기었고, 육조(六曹)의 판서(判書)에 재직할 때에는 나라의 법을 준수하는 것으로 마음을 썼다. 부지런히 공무를 받들어 새벽부터 밤늦게까지 게을리 하지 않았는데, 일을 시행하는 것에 급급하지 않았는데도 달마다 따져보면 여유의 공효가 있었다. 함께 관원을 전형(銓衡)하는 자리에 있을 때에는 낭료(郎僚)들과 더불어 집에서는 절대 사적(私的)인 얘기를 나누지 않았는데, 자제들이 그것에 대하여 말을 하자 공이 웃으면서 말하기를, “인물을 진퇴(進退)하는 책임이 전조(銓曹)에 있으니, 비록 공청(公廳)에서는 서로 상의하여 논의할 수 있지만, 이 밖에 하필 사사로이 의논할 것이 있겠느냐?”고 하였다. 이에 식자(識者)들이 그 말을 옳게 여기었다.
공은 행실이 단정하고 점잖아서 범하기 어려운 기상이 있었으나 술잔을 주고받는 자리에서는 온화한 기색이 넘쳤고, 집에서 한가히 지낼 때에는 말씨가 부드러웠다. 낭료(郎僚)가 되어서는 상관(上官)을 깎듯이 모시었고 상관이 되어서는 아랫사람들을 정성과 믿음으로 대하였기 때문에, 공의 막료(幕僚)가 된 자들은 간혹 집안끼리 혼인을 맺기까지 하였으며, 공과 더불어 재직한 자들은 오래 지난 뒤에도 공경하고 흠모하였으니, 그 덕과 인품이 남을 감동시킨 것이 이와 같았다. 상국(相國) 이준경(李浚慶)이 일찍이 말하기를, “정모(鄭某, 정종영을 말함) 같은 사람은 마치 정금 미옥(精金美玉)과 같다.”고 하였고, 남명(南溟) 조식(曺植)이 시(詩)를 지어 “봉황새가 높이 날아갈 때에는 바람이 필요 없네.[丹鳳高飛不待風]”라고 하였는데, 이는 대체로 공이 권세에 아부하지 않은 것을 훌륭하게 여기어 한 말이다. 또 상국(相國) 홍섬(洪暹)에게 공에 대하여 물어보는 자가 있자, 홍상(洪相)이 말하기를, “태허(太虛, 홍담(洪曇)을 지칭함)가 청애(淸隘, 성격이 고결하되 국량이 좁은 것을 말함)하여 또래들에 대하여 허여(許與)하는 바가 적었으나, 유독 모(某, 정종영을 말함)에 대해서는 경복(敬服)해마지 않았으니, 그 사람됨을 알 수 있다.”고 하였다. 태허는 곧 판서(判書) 홍담(洪曇)의 자(字)이다. 
공이 일찍이 자제들에게 말하기를, “내가 누차 사구(司寇, 형조판서의 별칭)를 관장하였는데, 오직 옥사(獄事)를 공평하게 처결하는 것을 위주로 삼았으니, 너희들도 내 마음을 너희 마음으로 삼으면 아마 허물이 적을 것이다.”고 하였다. 며느리를 취하고 딸을 시집보낼 때에는 반드시 호부(豪富)한 집안이나 권세 있는 집안을 피하여 말하기를, “내가 외람되이 경재(卿宰)가 되었는데, 게다가 조사(朝士)와 혼인까지 맺으면 성만(盛滿)함이 두려울 뿐 아니라, 실로 우리 집안의 아름다운 일이 아니다.”고 하였다. 또 본래 성품이 검소하여 공복(公服)이 아니면 비단옷을 입은 적이 없었고 베옷 차림에 실을 꼬아 만든 허리띠를 두르고 다녀 담박하기가 마치 한미(寒微)한 서생(書生)과 같았다. 국기(國忌)를 당할 때마다 번번이 소식(素食)을 하였고 사는 집은 단지 헐고 썩은 곳만 보수(補修)하였으며, 선대의 농장(農庄)이 원주(原州)에 있었는데 벼슬에 나선 뒤로는 그 유무(有無)를 한번도 물어보지 않았다. 가동(家僮)이 혹시 요역(徭役)을 견감(蠲減)하거나 면제받으려고 하면 공은 번번이 따라주지 않으며 말하기를, “세력을 빙자하여 요역을 면제받으면 뒤에 누가 그것을 이어가겠느냐?”고 하였다. 공은 장차 은퇴하려고 할 때에도 얼굴이 불그스레하고 정채(精彩)가 노쇠하지 않았으나 은퇴한 뒤에 얼마 지나지 않아서 갑자기 세상을 떠났으니, 오호(嗚呼)라, 애석한 노릇이다.
공의 선취(先娶)는 문화 유씨(文化柳氏)로 사도시정(司䆃寺正) 유엄(柳渰)의 딸인데 일찍 세상을 떠나 자녀가 없다. 후취(後娶)는 성주 이씨(星州李氏)로 선공감 감역(繕工監監役) 이엄(李渰)의 딸이자 성산 부원군(星山府院君) 이직(李稷)의 후손이다. 4남 2녀를 두었는데, 장남 정약(鄭爚)은 통정 대부(通政大夫)로 목사(牧使)이고, 차남 정열(鄭烈)은 별제(別提)이며, 3남 정묵(鄭默)은 군수(郡守)이고, 4남 정혹(鄭豰)은 문과(文科)에 급제하여 관찰사(觀察使)이다. 장녀는 증(贈) 대사헌(大司憲) 최경상(崔景祥)에게 출가하였고, 차녀는 진사(進士) 조문벽(趙文璧)에게 출가하였다. 측실(側室) 소생의 네 사위는 박대경(朴大慶)ㆍ윤식(尹湜)ㆍ김인원(金仁元)ㆍ이흥효(李興孝)이다. 정약은 4남 5녀를 두었는데, 장남 정기광(鄭基廣)은 문과에 급제하여 좌윤(左尹)을 지내고 팔천군(八川君)을 승습하였으며, 차남 정기성(鄭基成)은 부호군(副護軍)이고, 다음은 정기평(鄭基平)이며, 다음은 정기풍(鄭基豐)으로 문과에 급제하여 부윤(府尹)이다. 딸들은 진사 정호경(丁好敬)ㆍ도사(都事) 한복윤(韓復胤)ㆍ권종길(權宗吉)ㆍ판서(判書) 윤의립(尹毅立)ㆍ대사헌 이응시(李應蓍)에게 각각 출가하였다. 정열은 2남 4녀를 두었는데, 장남인 정기남(鄭基南)은 교관(敎官)이고, 차남은 정기달(鄭基達)이며, 딸들은 판관(判官) 이기영(李奇英)ㆍ고신오(高愼吾)ㆍ원경인(元慶寅)ㆍ찰방(察訪) 한태일(韓泰一)에게 각각 출가하였다. 정묵은 1남 3녀를 두었는데, 아들 정기방(鄭基磅)은 감찰(監察)이고, 딸들은 이분(李昐)ㆍ목사(牧使) 김래(金琜)ㆍ홍순일(洪順一)에게 각각 출가하였다. 정곡은 3남 2녀를 두었는데, 장남 정기숭(鄭基崇)은 부사(府使)이고, 차남은 정기징(鄭基徵)이며, 3남 정기강(鄭基岡)은 좌랑(佐郞)이고, 장녀는 목사(牧使) 박순의(朴純義)에게 출가하였고, 차녀는 송휘길(宋暉吉)에게 출가하였다. 그 나머지 내외(內外)의 증손(曾孫)과 현손(玄孫)이 남녀 합하여 모두 2천여 명이나 되어 별도로 자손록(子孫錄)을 만들었기에 여기에 모두 기록하지 않는다.
원주(原州)의 인사(人士)들이 공의 덕을 존모(尊慕)하여 이미 운곡 서원(耘谷書院)에 공을 배향(配享)하고서 또 액호(額號)를 청하니 임금께서 윤허하였다. 나는 늦게 태어나서 공을 미쳐 상하(床下)에서 절하고 뵙지 못하였으나, 그 덕망과 의리를 평소에 우러러 경모(景慕)하였으며 또 공의 증손자인 참판공(參判公)과 더불어 정호(情好)가 매우 친밀하므로, 글을 지어달라는 그의 요청에 대하여 감히 질병과 재주가 없음을 이유로 사양할 수가 없었다. 이에 삼가 상국(相國) 심수경(沈守慶)이 저술한 행록(行錄)에 근거하여 위와 같이 차례를 매겨 찬술(撰述)함으로써 역명(易名, 시호(諡號)를 내려줌)의 은전(恩典)을 청하는 바이다.

## 일화
공은 평소 검소하여 비단옷을 입지 않았고 교군을 타지 않는 등 寒士(한사)와 같이 담담한 평민적 모습으로 지냈으나 일단 국정을 다스리는 경우에는 추상같이 엄정한 처사로 임하였으니, 경상감사때 文定王后(문정왕후;명종의 모후)와 영의정 尹元衡의 권세를 믿고 부정을 자행하던 수령과 승려들을 엄단한 사실등은 공의 면모를 엿볼 수 있는 일면이라 하겠다. 4도의 감사로서는 교학을 우선 시책으로 문교진흥에 크게 이바지 하였고 6조의 판서때는 成憲(성헌)을 준수하여 嚴正舞私(엄정무사)하였고 밤중까지 勤政(근정)하면서 추호도 태만함이 없었고 엄연한 기상으로 감히 누구도 범하지 못할 위엄을 갖춘 분이기도 하였다. 영의정 李浚慶(이준경)공이 精金美玉(정금미옥)으로 비겨 공을 칭송한 것도 이런 까닭이라 하겠으며 당파싸움이 치열해 가던 때였으나 어느파의 사람에게도 존경을 받는 존재였으니 가히 그 인격을 짐작할 만 하였다. 공의 사적이 왕조실록에 100여회에 걸쳐 이름이 나오고 있고 海東名臣錄(해동명신록), 여지승람, 태백의 인물 등등 여러 문헌에 실렸으나 문집, 서화시집, 기타 문헌이 임진왜란때 소실된 것은 크게 아쉬운 일이다.

## 제향
인조 16년(1638년) 七峰書院에 배향하였고 別墓를 세워 춘추로 향사하고 있으며 墓所는 강원도 횡성군 공근면 공근리에 있다.